# إريك فان ديلين
إريك فان ديلين (بالإنجليزية: Erik van Dillen) مواليد 21 فبراير 1951 في سان ماتيو، هو لاعب كرة مضرب أمريكي سابق بدأ مسيرته كمحترف سنة 1973 وكان يلعب باليد اليمنى، اعتزل اللعب في 1982. أعلى تصنيف له في الفردي كان المركز الـ 36 في سنة 1973. أعلى تصنيف له في الزوجي كان المركز الـ 35 في سنة 1977.

## روابط خارجية
- إريك فان ديلين على موقع رابطة محترفي التنس (الإنجليزية)
- إريك فان ديلين على موقع الاتحاد الدولي لكرة المضرب (الإنجليزية)
- إريك فان ديلين على موقع كأس ديفيز (الإنجليزية)
- إريك فان ديلين على موقع خلاصة التنس.كوم (الإنجليزية)